# Европейский гуманитарный университет
Европе́йский гуманита́рный университе́т (сокращённо ЕГУ; лит. Europos humanitarinis universitetas, бел. Еўрапейскі гуманітарны ўніверсітэт / Эўрапэйскі гуманітарны ўнівэрсытэт, англ. European Humanities University) — частный университет, основанный в Минске в 1992 году. После закрытия университета белорусскими властями в 2004 году ЕГУ продолжил свою работу в Вильнюсе (Литва).
ЕГУ предлагает возможность получения высшего образования на бакалаврских, магистерских и докторских программах дневной и заочной форм обучения в сфере гуманитарных, социальных наук и искусств.
На 1 октября 2020 года количество студентов составляло порядка 680 человек, 95 % из них составляют граждане Беларуси. Языки преподавания — русский и английский; некоторые курсы читаются на белорусском и немецком языках. ЕГУ занимает второе место в рейтинге частных университетов Литвы. При этом граждан Литвы в нём практически нет, а преподавания на литовском языке не ведётся.

## История

### Минский период (1992—2004)
Создан в Минске в 1992 году.
На тот момент в ЕГУ работало 8 факультетов и велась подготовка по 13 специальностям с глубоким изучением гуманитарных наук, иностранных и классических языков, современных информационных технологий.
При ЕГУ были созданы и активно работали уникальные для Беларуси исследовательские центры, институты:
Институт немецких исследований,
Центр экономических и социальных исследований,
Центр гендерных исследований,
Центр гражданского образования,
информационно-ресурсный центр по проблемам европейской интеграции
и пр.
В 2002 г. ЕГУ стал одним из первых членов Ассоциации Европейских Университетов Campus Europae.
На протяжении всего периода своей работы в РБ университет придерживался принципов академических свобод и университетской автономии, опыт чего впоследствии должен был быть перенят другими белорусскими университетами в рамках Болонского процесса.
27 июля 2004 г. Министерство образования Республики Беларусь аннулировало лицензию ЕГУ на оказание образовательных услуг, и университет был вынужден прекратить свою деятельность.
Уже на следующий день действия властей спровоцировали массовую акцию, в которой около двухсот студентов и преподавателей отстаивали своё право учиться и работать в ЕГУ.
После этого факультет теологии вместе с преподавательским и студенческим составом перешёл в Белорусский государственный университет как Институт теологии имени святых Мефодия и Кирилла.

### Вильнюсский период (2004 — настоящее время)
С 2005 года ЕГУ смог возобновить свою деятельность в Литве при содействии Правительства Литвы, Европейской Комиссии, Совета министров Северных стран и широкой международной поддержке европейских стран и международных фондов.
С 10 марта 2006 г. ЕГУ имеет статус частного литовского. В 2009 году состоялся первый выпуск бакалавров, прошедших курс обучения в Литве.
5 июня 2012 г. в вильнюсской Ратуше состоялась торжественная церемония по случаю 20-летия ЕГУ.
14 июня 2013 г. ЕГУ был награждён Премией Свободы Атлантического совета за значительный вклад университета и его руководства в поддержание и распространение свободы и демократии.
Летом 2014 г. завершилась преподавательская реформа ЕГУ, официальной целью которой было провозглашено повышение качества преподавания и научных исследований в университете, а также улучшение условий труда преподавателей. Профессорам, не согласным с принятыми мерами, было отказано в продлении контрактов. Председатель Сената ЕГУ — Павел Терешкович — был уволен ещё до завершения контракта.
Весной 2015 г. в ЕГУ состоялись выборы ректора, в которых приняли участие 19 кандидатов из 7 стран. 3 апреля 2015 г. на должность Ректора ЕГУ был утверждён гражданин США профессор Г. Дэвид Поллик, не владеющий ни белорусским, ни русским языком. Выборы ректора вызвали серьёзные нарекания со стороны общественности и спонсоров университета.
Осенью 2015 г. в ЕГУ инициирован процесс официального подписания Великой университетской хартии.
В мае 2016 года главный спонсор университета — Совет министров Северных стран (Nordic Council) — принял решение приостановить финансирование ЕГУ. Ежегодно Совет выделял университету 1,5 миллиона евро.
В конце лета 2016 года Дэвид Поллик ушёл с должности ректора ЕГУ.
17 ноября 2017 года в новом учебном корпусе ЕГУ, при участии спикера Парламента Швеции Урбана Алина, состоялась торжественная церемония по случаю 25-летия ЕГУ.
1 марта 2018 года в должность ректора вступил профессор Сергей Игнатов, бывший министр образования Болгарии.
По информации Центра оценки качества высшего образования Литвы, первая институциональная оценка ЕГУ состоялась в 2014 году и имела отрицательный результат, однако вуз был аккредитован как университет на трехлетний период. Оценка деятельности в 2017 году также дала отрицательный результат. По закону Литвы об обучении и науке, если Высшая школа дважды получает негативные оценки, министр решает вопрос об отмене разрешения на осуществление образовательной деятельности.
4 января 2018 Директор Центра по оценке качества обучения Литвы Нора Скабурскене подчеркнула, что университет уже не в первый раз получает негативные оценки, ему требуются радикальные перемены. С другой стороны, был признан исключительный статус ЕГУ. «Это не академический, это политический проект, поэтому правительство должно решить, как юридически и качественно обосновать, ведь эксперты ясно указали на качественные недостатки в их деятельности, которые явно повторяются с момента учреждения университета, и с этим ничего не делают», — Н. Скабурскене.
5 апреля 2019 года ЕГУ получил новую образовательную лицензию Министерства просвещения, науки и спорта Литвы.
3 мая 2018 года ЕГУ открыл новый учебный корпус в бывшем Августинском монастыре в Старом городе Вильнюса.
23 января 2020 года ЕГУ стал частью новой глобальной образовательной сети, основанной Джорджем Соросом — Сети университетов открытого общества.
14 октября 2020 года новый учебный год в ЕГУ своим выступлением открыла экс-кандидат в Президенты Беларуси и лидер оппозиции Светлана Тихановская.

## Учебный процесс
ЕГУ является участником Болонского процесса и осуществляет образовательный процесс в соответствии со стандартами Европейского пространства высшего образования.
По завершении обучения в ЕГУ выдаются дипломы европейского образца, которые признаются во всём Европейском союзе, а также в других странах мира.
Начало учебного года в ЕГУ — 1 октября.
Университет составляют 2 академических департамента:
- Академический департамент социальных наук
- Академический департамент гуманитарных наук и искусств

Европейский гуманитарный университет осуществляет подготовку бакалавров по программам очной и заочной форм обучения:
- Визуальный дизайн
- Европейское наследие
- История
- Театральное искусство и актёрская игра
- Медиа и коммуникация
- Мировая политика и экономика
- Бизнес-экономика
- Информатика
- Право

ЕГУ осуществляет подготовку магистров в смешанном формате (blended learning) по следующим программам:
- Визуальная пластика
- Развитие культурного наследия
- Публичная политика
- Гендерные исследования
- Международное торговое и бизнес-право
- Международное право и безопасность

В 2011 году Европейский гуманитарный университет совместно с Университетом Витаутаса Великого (Каунас) и Литовским институтом исследования культуры (Вильнюс) открыл докторантуру по направлению «Философия».
ЕГУ предлагает программы и отдельные курсы для изучения в дистанционном формате через систему дистанционного обучения Moodle. По итогам прохождения дистанционных курсов слушатели получают сертификат с указанием названий курсов, оценок и количества полученных учебных кредитов.
Студенты очного отделения имеют возможность участвовать в программах обмена более чем с 80 европейскими университетами в рамках Erasmus+ и Campus Europae.
Стоимость обучения в ЕГУ напрямую связана с портфолио и гражданством абитуриента. Университет также оказывает студентам гибкую систему финансовой поддержки в виде именных и других стипендий.

## Научная деятельность
При ЕГУ действует ряд научно-исследовательских центров: Центр конституционализма и прав человека, Центр гендерных исследований, Центр немецких исследований, Лаборатория критического урбанизма, Лаборатория визуальных и культурных исследований и др. Научные центры предоставляет белорусским ученым возможность заниматься научными исследованиями в области гуманитарных и социальных наук. В рамках своей деятельности научные центры ведут исследовательскую работу, организовывают научные конференции, выпускают научные журналы («Журнал конституционализма и прав человека», философско-культурологический журнал «Toпос» и др).
Проводятся на белорусском, литовском, английском, русском и других языках, в зависимости от особенностей учебного курса, подготовленности аудитории и преподавателя.

## Руководство

### Общее собрание соучредителей
Общее собрание соучредителей — это наивысший орган правления университета, объединяющий организации, которые способствовали возрождению деятельности ЕГУ в Вильнюсе после его закрытия в Минске. В состав общего Собрания соучредителей входят: Институт исследований Восточной Европы, Фонды «Открытое Общество» и фонд Евразия.

### Управляющий совет
Управляющий совет ЕГУ является стратегическим органом управления университета. Управляющий совет ЕГУ является ответственным за стратегическое руководство, финансирование и эффективную деятельность университета. 6 января 2020 года на трёхлетний срок был избран новый состав Управляющего совета, Председателем которого является бывший премьер-министр Литвы Андрюс Кубилюс.

### Президент
Академик Анатолий Арсеньевич Михайлов стоял у истоков открытия Европейского гуманитарного университета в Минске в 1992 г. и являлся его ректором до 30 сентября 2014 г., после чего с 1 октября 2014 г. был назначен Управляющим советом ЕГУ на пост Президента ЕГУ. 5 января 2021 г. профессор Михайлов подал в отставку с должности президента ЕГУ. Управляющий состав принял отставку и решил упразднить должность президента с даты подачи прошения об отставке. 

### Ректор
Ректором университета с 6 января 2025 года является доктор Вилюс Шадаускас.

### Сенат
Сенат — коллегиальный академический консультационный орган университета. Членами Сената являются 2 профессора, 2 доцента, 1 лектор и 1 ассистент от каждого из академических департаментов, руководители Академических департаментов, Проректор по академическим вопросам, Канцлер и 3 студенческих представителя. Председатель Сената — доцент Людмила Ульяшина.

### Студенческое представительство
Студенческое представительство ЕГУ — это самостоятельное юридическое лицо, которое согласно Закону Литовской Республики о науке и образовании является единственным легитимным органом представления интересов студентов университета. Студенческое представительство ЕГУ является членом Союза студентов Литвы.

## Почётные доктора
Звание «Почётный доктор Европейского гуманитарного университета» присуждается наиболее выдающимся учёным, государственным, общественным, религиозным и политическим деятелям Республики Беларусь и иностранных государств за выдающиеся достижения в области гуманитарных и социальных наук, университетского образования и культуры; за значительный вклад в развитие демократии и реализацию принципов правового государства; за плодотворный вклад в развитие культуры межкультурного диалога.
Почётными докторами ЕГУ являются:
- Д-р Витовт Кипель — деятель белорусской эмиграции в США.
- Д-р Ханс-Герт Пёттеринг — бывший председатель Европейского парламента.
- Д-р Джонатан Фэнтон — бывший председатель Американской академии искусств и наук.
- Ален Флешер — французский писатель, кинорежиссёр и фотограф.
- Алесь Рязанов — белорусский поэт и переводчик.
- Отец Александр Надсон — священник Белорусской грекокатолической церкви, деятель белорусской эмиграции.
- Проф. Петер Павловски
- Проф. Андреа Риккарди — итальянский исследователь, проф. современной истории в Третьем Римском Университете, Италия.
- Проф. Рольф Штобер — немецкий деятель в области политики и права, координатор ряда международных образовательных и исследовательских программ в области права.
- Стефан Эссель — французский дипломат, общественный деятель, публицист.
- Ольга Седакова — российская поэтесса, переводчица.
- Проф. Альфред Гроссер — деятель в области образования и культуры Франции, руководитель академических программ Парижского института политических наук, Высшей коммерческой школы Франции.
- Проф. Кшиштоф Занусси — польский режиссёр, президент Европейской кинофедерации, член Папской комиссии по культуре Польши.
- Вольфганг Григер — немецкий бизнесмен, руководитель консалтинговой компании «Григер Маллизон», филантроп.
- Проф. Сергей Аверинцев — российский исследователь в области культуры и классической филологии, академик РАН, сотрудник Института славянских исследований Венского университета.
- Проф. Альгирдас Бразаускас — президент (1993—1998), премьер-министр Республики Литва (2001—2006).
- Проф. Николаус Вирволль — теолог, директор Института Восточной церкви Регенсбургского университета, Германия.